# Ein al-Zeitoun
Ein Zeitoun (qui se transcrit également Ain, Ayn Zaytun, avec ou sans le al- ou le ez- devant Zeitoun), était un village arabe palestinien, situé dans le sous-district de Safed en Haute Galilée.
Sa population, mixte juive-musulmane au XVIe siècle, évolue progressivement pour aboutir à une population non-mixte musulmane au XIXe siècle ; proche de Safed, le village en constitua un faubourg. Il fait partie des centaines de villages palestiniens ayant subi un nettoyage ethnique lors de la première guerre israélo-arabe, le 9 avril 1948.

## Géographie
Ein al-Zeitoun est situé sur la rive ouest du Wadi al-Dilb et près de la grande route menant à Safed, à seulement 1,5 km au nord de la ville et à une altitude moyenne de 700 m. De superficie réduite (à peine un kilomètre carré), l’essentiel des terres appartenait à des Arabes, sauf 46 dounams qui étaient des terres publiques. L’eau potable était accessible grâce à un puits et à une source à 800 mètres au nord du village. Avec la croissance démographique, les nouvelles maisons ont été construites au sud du village, en direction de Safed.
Les habitants cultivaient des olives, des céréales et des fruits, surtout du raisin. En 1945, 280 dounams des terres étaient cultivés pour les céréales, 477 dounams étaient classés comme terres irriguées ou vergers et 35 dounams classés comme zone construite.

## Histoire
Le Wadi al-Dilb est probablement l’oued mentionné sous le nom de Wadi Dulayba par al-Dimashqi (mort en 1327), qu’il situe entre Meiron et Safed. Al-Dimashqi décrit un cours d’eau qui connaît un écoulement pendant quelques heures, permettant aux gens de collecter de l’eau pour la boisson et l’hygiène, avant de qu’il ne se retire brutalement. Le nom du village, source des oliviers en arabe, indique la présence d’un écoulement d’eau.

### Empire ottoman
Sous l’Empire ottoman, Ein al-Zeitoun était situé dans la nahié ("sous-district") de Jira et le sandjak de Safed, avec des habitants juifs et musulmans. Le cadastre de 1596 enregistre 59 foyers musulmans et 6 célibataires, plus 45 foyers juifs et 3 célibataires, soit un total d’environ 622 habitants,,. Les habitants d’Ein al-Zeitoun payaient des taxes sur les olives, le raisin, le blé et l’orge, les vignes et les vergers, pour un total de 3600 akçe,.
Ein al-Zeitoun est détruit en même temps que Safed et d’autres villages de la région lors du tremblement de terre de Galilée de 1837 (en). En 1838, Robinson passe par le village et note : « le grand village d’Ain ez-Zeitun avec ses belles vignes, au nord de Safed. Le village a une apparence prospère , bien qu’il ait été réduit en ruines par le tremblement de terre ».
Victor Guérin, qui visite le village en 1875, trouve deux sources dans un village entouré de collines couvertes d’oliviers, de figuiers, de noisettiers et de jardins maraîchers, habité par 350 musulmans.
En 1881, l’enquête du Palestine Exploration Fund (PEF) décrit les maisons de pierre d’Ein al-Zeitoun, avec une population de 200 à 350 personnes, entouré de champs.
Une liste de population de 1887 donne 775 habitants à Ain ez Zeitun, tous musulmans.

### Mandat britannique
Au recensement de 1922 mené par les autorités britanniques détentrices d’un mandat de la Société des Nations, 'Ain Zaitun a une population de 386 habitants, tous musulmans, qui augmente au recensement de 1931 à 567 habitants pour 127 maisons.
Le village possédait une mosquée et une école primaire de garçons. Dans les statistiques de Village de 1945, la population atteint 820 habitants, toujours tous musulmans.

### Guerre de 1948: expulsion, massacre et destruction

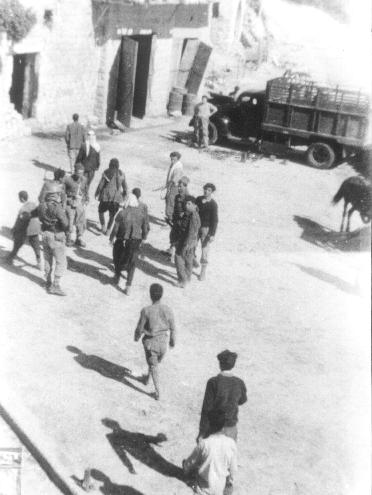
Soldats de la brigade Yiftah entourant des prisonniers à Ein al-Zeitoun en 1948.

En 1948, la population du village est estimée à 951 habitants.
La première attaque des milices sionistes contre le village date du 3 janvier 1948 ; il s’agit d’un raid classique, à l’aube : un habitant est tué, quatre maisons détruites à l’explosif. Un incendie continue de brûler dans les environs toute la journée.
D’après Ilan Pappé, les milices sionistes suivaient une politique de massacres autour des centres urbains afin d’accélérer la fuite des Arabes des villes ; c’est le cas de Nasir al-Din près de Tibériade, Ein al-Zeitoun près de Safad et de al-Tira près de Haïfa. Dans tous ces villages, des groupes d’« hommes de 10 à 50 ans » sont exécutés afin de terroriser les habitants des villages et des villes proches
Les troupes du Palmach s’emparent d’Ein al-Zeitoun le 2 mai 1948 (ou le 1er mai selon d’autres sources). L’attaque commence à 3 heures du matin par un barrage d’artillerie effectué par 11 mortiers sur le village, puis par l’assaut de deux sections d’infanterie. La plupart des hommes jeunes ou mûrs venaient de fuir le village selon Khalidi ; selon l’encyclopédie de la Question palestinienne, ce sont les hommes armés qui ont décidé d’un retrait tactique, laissant le reste des habitants au village. Les hommes sont séparés du reste de la population, qui est expulsée, la troupe sioniste effectuant des tirs au-dessus des têtes pour accélérer le mouvement. Parmi les hommes, 37 sont sélectionnés au hasard et retenus prisonniers ; ils font probablement partie des 70 personnes massacrées dans un ravin entre Ein al-Zeitoun et Safed sur ordre de Moshe Kelman, commandant du troisième bataillon du Palmach. Selon Benny Morris, il aurait eu du mal à trouver des hommes pour abattre les villageois, mais en aurait finalement trouvé deux ; il ordonne aussi de détacher les mains de leurs victimes, pour cacher le fait qu’ils avaient été exécutés de sang-froid. Le reste de la population est expulsé dans les jours suivants. Rashid Khalil est tué après qu’un groupe d’habitants ait tenté de revenir au village,,. Les maisons sont incendiées ou brûlées par les sapeurs du Palmach les 2 et 3 mai, afin d’empêcher les retours et de terroriser les habitants de Safed qui pouvaient voir la destruction du village.

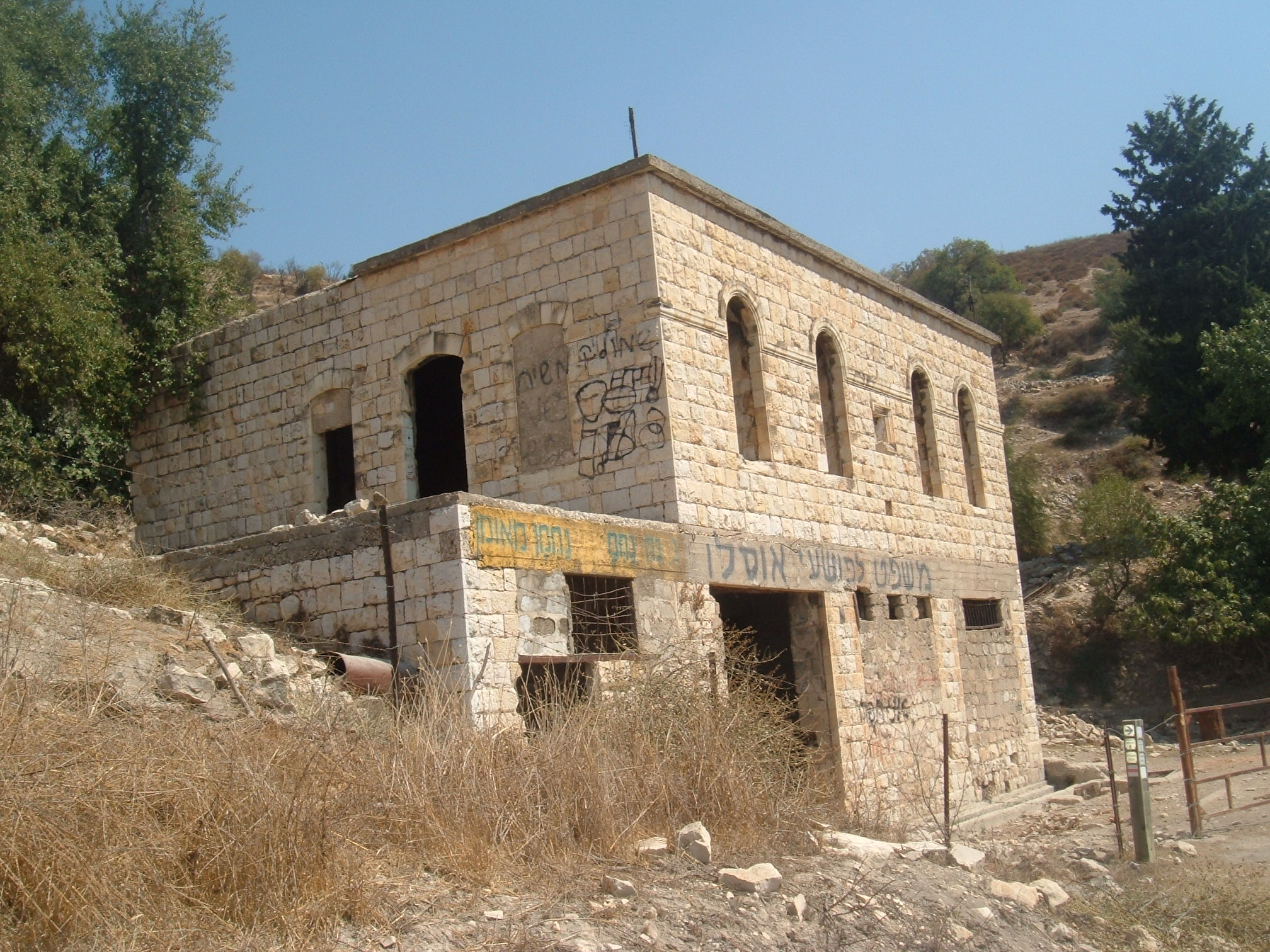
Vieille mosquée d’Ein al-Zeitoun en 2007.

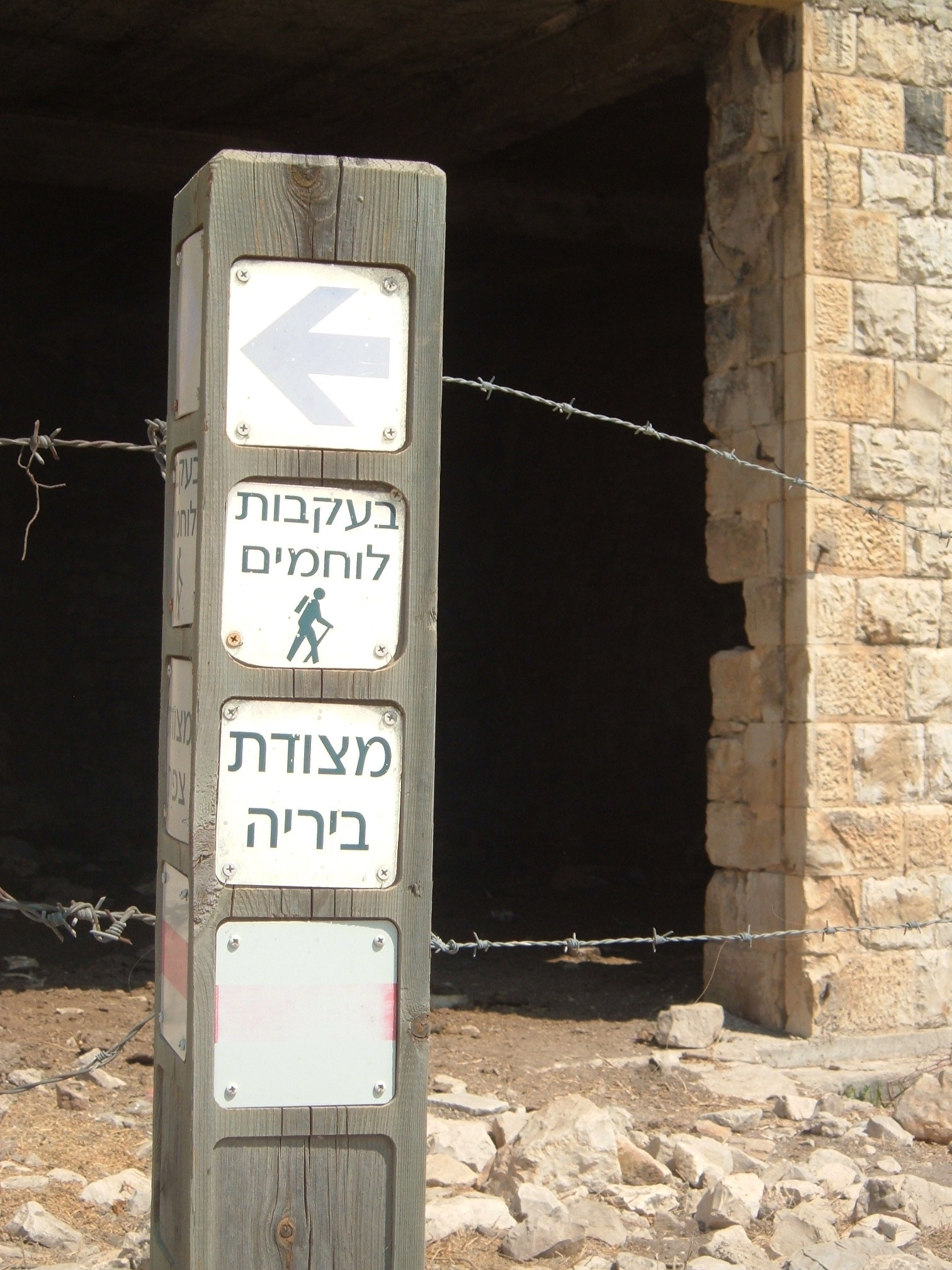
Poteau indicateur du chemin des guerriers, de Birya à Safed, sentier de randonnée israélien (2007).

En 1992, l’historien Walid Khalidi décrit le site du village ainsi : « Les ruines des maisons détruites sont dispersées sur le site, qui est envahi par les oliviers et les cactus. Quelques maisons abandonnées subsistent, quelques unes avec des entrées sous arc et de hautes fenêtres avec différentes arches pour les soutenir. Dans l’entrée de l’une d’elles, la pierre lisse est gravée d’une calligraphie arabe, une particularité de l’architecture palestinienne. Le puits et la source subsistent aussi ». En 2004, les restes de la mosquée ont été convertis en ferme laitière, le propriétaire juif ayant retiré la pierre indiquant la date de fondation et couvert les murs de graffitis en hébreu.
En 1998, le nombre des réfugiés descendant des habitants d’Ein el-Zeitoun expulsés en 1948 est estimé à 5841.

## Dans l’art
Les histoires orales ont fourni le matériau de base au livre de 1998 d’Elias Khoury, Bab al Shams (Porte du Soleil),  porté à l’écran en 2004,.
L’autrice israélienne Netiva Ben-Yehuda (en) était présente au village au moment du massacre ; voici ce qu’elle en écrit : « Mais Yehonathan continua de hurler, et soudainement tourna le dos à Mairke, et marcha furieusement, tout en continuant de se plaindre : "Il est sorti de mon esprit ! Des centaines de gens sont couchés là, attachés ! Va et tue-les ! Va et tue des centaines de personnes ! Un fou tue les gens attachés comme ça et seul un fou gaspille toutes ses munitions comme ça !... Je ne sais pas ce qu’ils ont en tête, qui vient les inspecter, mais je comprend qu’il devient urgent de détacher ces nœuds sur les mains et les jambes de ces prisonniers de guerre, et alors je réalise qu’ils sont tous morts, "problème résolu" ».